# Baron Hill
Baron Paul Hill, né le 23 juin 1953 à Seymour, est un homme politique américain, ancien membre démocrate de la Chambre des représentants des États-Unis pour l'Indiana.

## Biographie
Hill est élu à la Chambre des représentants de l'Indiana de 1982 à 1990. En 1990, il est le candidat démocrate lors d'une élection partielle pour représenter l'Indiana au Sénat fédéral. Il est battu par le républicain Dan Coats, avec une marge de sept points.
En 1998, il est élu à la Chambre des représentants des États-Unis dans le 9e district de l'Indiana. Il est réélu en 2000 et 2002. Il est battu de justesse en 2004 par Mike Sodrel (en), mais prend sa revanche en 2006. Il est réélu en 2008. Il perd son siège lors des élections de 2010 face au républicain Todd Young.
Alors qu'il envisage d'abord une candidature au poste de gouverneur pour 2016, Hill annonce en mai 2015 qu'il se présente à l'élection sénatoriale. Todd Young, son tombeur en 2010, est le candidat républicain. Hill rencontre cependant des difficultés à lever des fonds et à se faire connaître. Il annonce en juillet son retrait de la course dans l'espoir de permettre aux démocrates de reprendre le Sénat, laissant la place à l'ancien sénateur Evan Bayh.

## Positions politiques

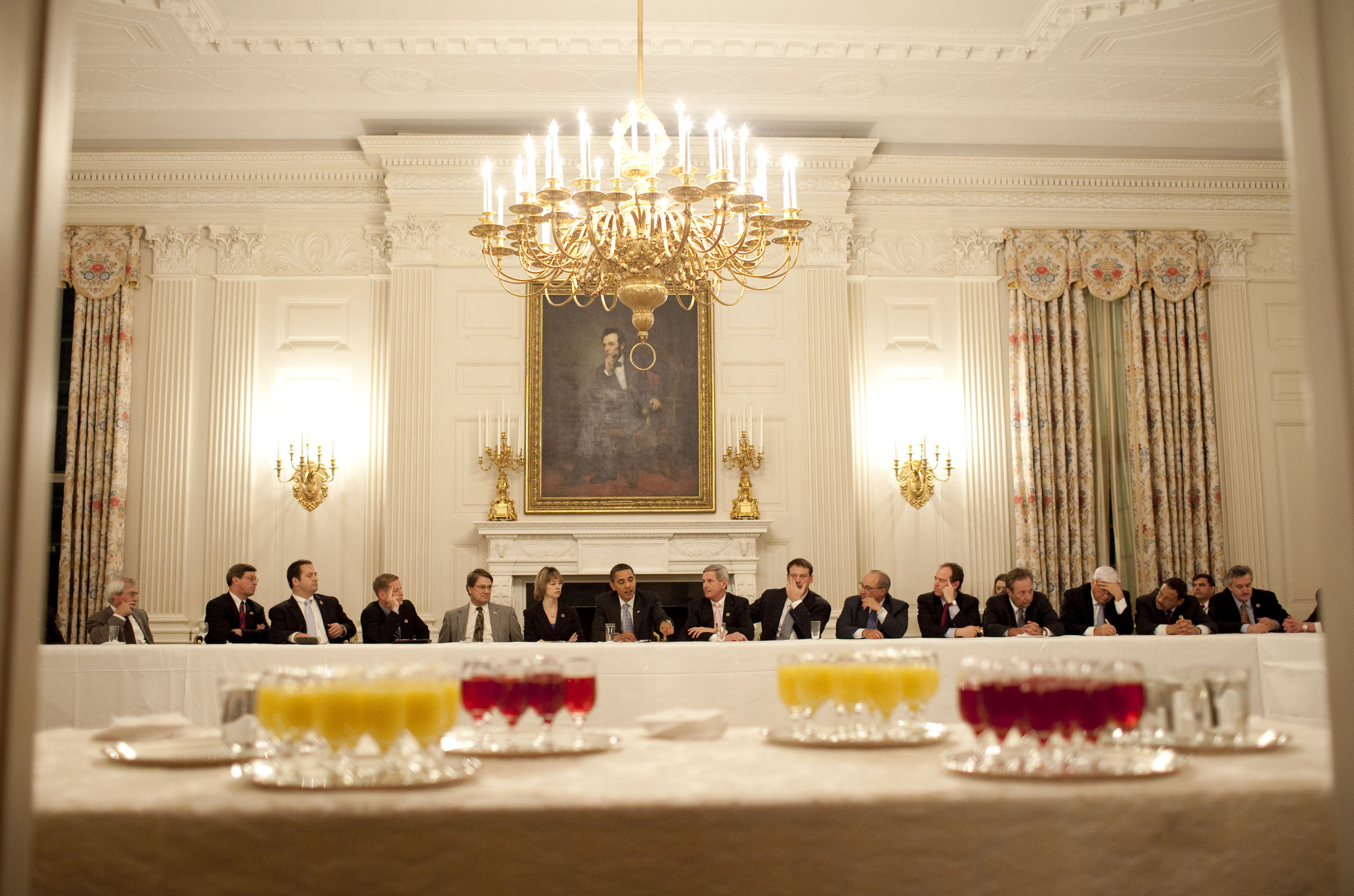
Le président Obama rencontre la coalition démocrate Blue Dog à la Maison blanche.

À la Chambre des représentants, Hill est membre de la Blue Dog Coalition, qui regroupe les démocrates qui souhaitent une basse pression fiscale et sont conservateurs sur le plan des valeurs. Il vote cependant en faveur du Patient Protection and Affordable Care Act, du plan de relance de 2009 et de l'abrogation du Don't ask, don't tell.

## Historique électoral

### Chambre des représentants des États-Unis
| Année | Baron Hill | Républicain | Libertarien | Vert   |
| ----- | ---------- | ----------- | ----------- | ------ |
| Année |            |             |             |        |
| 1998  | 50,76 %    | 47,93 %     | 1,31 %      | —      |
| 2000  | 54,19 %    | 43,82 %     | 1,99 %      | —      |
| 2002  | 51,15 %    | 46,13 %     | 1,26 %      | 1,23 % |
| 2004  | 48,94 %    | 49,43 %     | 1,63 %      | —      |
| 2006  | 50,01 %    | 45,49 %     | 4,48 %      | —      |
| 2008  | 57,77 %    | 38,41 %     | 3,82 %      | —      |
| 2010  | 42,28 %    | 52,34 %     | 5,35 %      | —      |